# Ruine Falkenburg (Detmold)

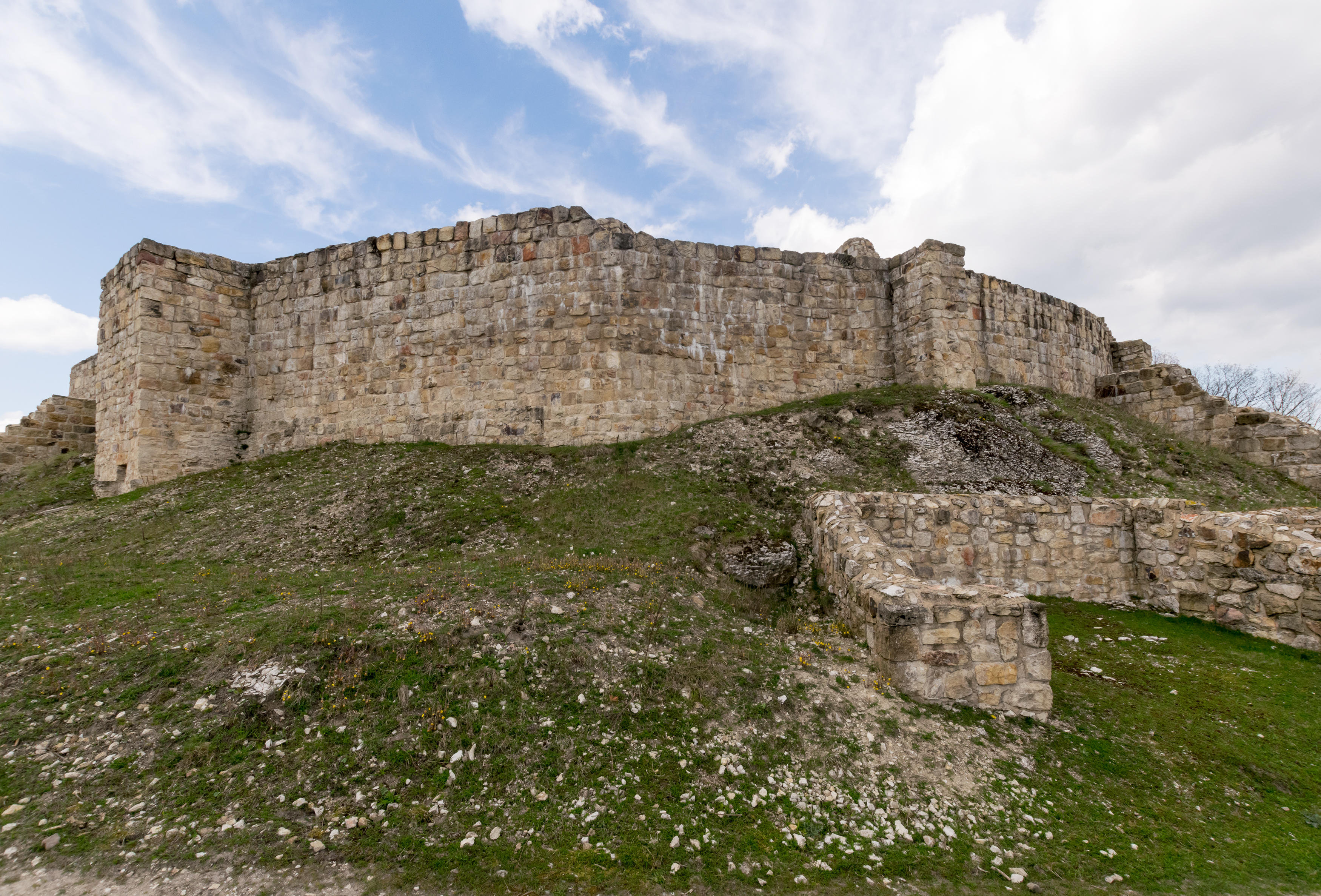
Südmauer der Ruine Falkenburg

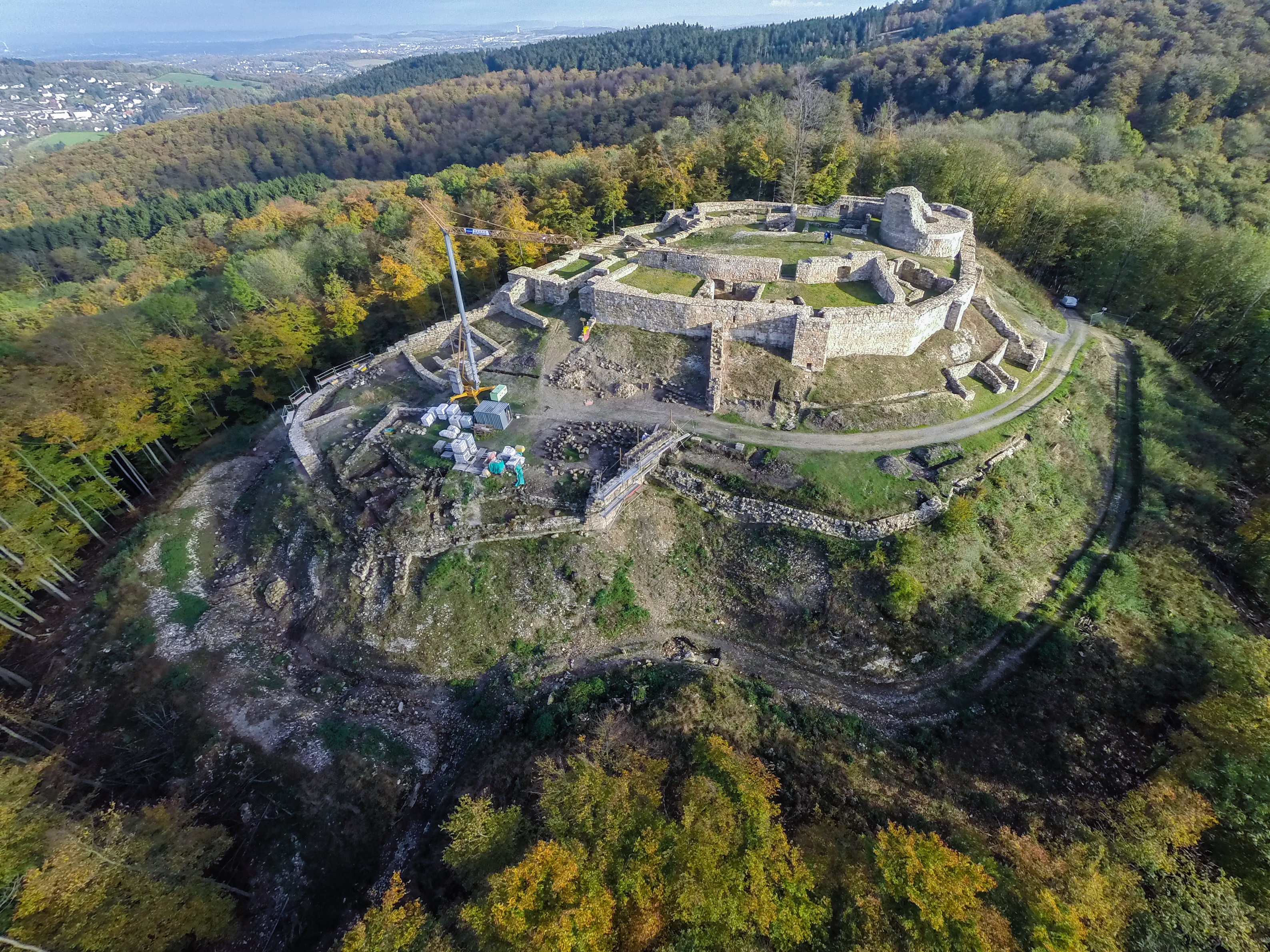
Ruine Falkenburg aus der Luft

Die Ruine Falkenburg im Teutoburger Wald ist eine Burgruine in der Gemarkung Detmold im nordrhein-westfälischen Kreis Lippe in Deutschland. Die einstige Höhenburg wurde ab etwa 1190 erbaut und in der ersten Hälfte des 16. Jahrhunderts verlassen.

## Geographische Lage
Die Ruine Falkenburg liegt im Südostteil des Teutoburger Waldes, hier „Lippischer Wald“ genannt, im Naturpark Teutoburger Wald / Eggegebirge, rund ein Kilometer südsüdöstlich von Johannaberg, einer südlichen Ortslage des südlichen Detmolder Stadtteils Berlebeck. Sie befindet sich etwa 1,7 Kilometer Luftlinie nordnordöstlich der Gauseköte (s. u.) auf einer 367,95 m ü. NHN hohen Nachbarkuppe des 700 Meter (m) nordöstlich liegenden Stembergs (401,9 m), die über einen etwa 337 m hohen Bergsattel mit einem Waldwegabzweig auf 339,6 m Höhe verbunden sind. Etwa fünfeinhalb Kilometer südöstlich der Ruine liegt im Silberbachtal die Nahtlinie zum nach Süden gerichteten Eggegebirge.

## Geschichte
Der Bau der Falkenburg, von der heute nur noch eine Ruine zu sehen ist, wurde zwischen 1190 und 1194 durch Bernhard II. und seinen Sohn Hermann II., Edelherren zur Lippe, veranlasst.
Im Jahr 1405 ging der Besitz auf Graf Simon III. zur Lippe über. In der Burg war aus Anlass der Eversteiner Fehde (1403–1407) der Herzog Heinrich I. von Braunschweig längere Zeit in Gefangenschaft. Mitte des 15. Jahrhunderts zerstörte ein Brand die bereits große Anlage, die aus einer Haupt-, einer Vorburg und einem Zwinger bestand. Unter der Fürstin Pauline zur Lippe wurden Teile der Burg zum Ausbau der Gauseköte verwendet, außerdem nutzten die Bewohner von Berlebeck viele Steine der Burg zur Errichtung der Fundamente ihrer Häuser. Die Ruine ist heute im Besitz von Stephan Prinz zur Lippe, einem direkten Nachfahren der Erbauer. Ende 2004 gründete sich auf private Initiative hin der Förderverein Die Falkenburg e. V. zum Erhalt und zur Sanierung der Burg, seit 2005 finden archäologische Grabungen auf der Ruine statt. 2016 wurde Stephan zur Lippe für seinen Einsatz für das Bau- und Bodendenkmal vom Deutschen Nationalkomitee für Denkmalschutz mit dem Deutschen Preis für Denkmalschutz (Silberne Halbkugel) ausgezeichnet.
Im Gegensatz zu anderen Burgen soll die Falkenburg nicht wieder aufgebaut werden. Es soll lediglich das vorhandene Mauerwerk für die kommenden Generationen erhalten und gesichert werden. Ergänzend sind nach Abschluss der Grabungen historische Veranstaltungen und Konzerte geplant, um die Wiege der lippischen Geschichte erlebbar zu machen.

Grundriss

Die Falkenburg, die als Bodendenkmal unter Denkmalschutz steht, wird seit April 2005 von einem archäologischen Grabungsteam untersucht. Schon im ersten halben Jahr der Grabungen, in denen der gesamte Bergkegel um zweieinhalb Meter abgetragen wurde, konnte im Erdreich aufragendes Mauerwerk von 2,50 bis 2,80 m ans Tageslicht gebracht werden. Auf der Hauptburg wurden Mauern des südlich gelegenen Palas (Haupthaus) und von fünf nördlich befindlichen weiteren Gebäuden freigelegt. Den Gebäuden der Nordseite können nur bedingt Nutzungen zugewiesen werden. Während das mittlere Gebäude eine Geschützkammer aus einer späten Bauphase aufweist, scheinen die anderen Gebäude vornehmlich Wohnzwecken gedient zu haben. Beide Baueinheiten werden im Westen durch einen Torturm verbunden, die Bebauungslücke im Osten wird von dem Bergfried eingenommen. Da das ausgegrabene Mauerwerk nach Jahrhunderten im Erdreich instabil war und einstürzen konnte, war der Besuch der Grabungsstätte bis 2018 nur unter Leitung durch das Grabungsteam oder den Förderverein erlaubt, der Führungen auf seiner Homepage anbietet. Seit 2018 sind die archäologischen Grabungen abgeschlossen und die Ruine der Öffentlichkeit zugänglich.
2012 wurde ein winziges Schmuckstück, einer Art Brosche, gefunden. Die Archäologen und Historiker vermuten, dass durch dieses Fundstück nachgewiesen werden kann, dass „Hermann II. zur Lippe um das Jahr 1200 kurz davor stand, zum König von Livland (heute Estland und Lettland) zu werden, wo schon sein Vater – Bernhard II. – Bischof war.“

## Verkehrsanbindung
Zu erreichen ist die Ruine Falkenburg ausschließlich zu Fuß, von der Landesstraße 937, die vom Detmolder Stadtteil Berlebeck im Norden vorbei an dessen Ortslage Johannaberg über den Gebirgspass Gauseköte nach Oesterholz, einem nördlichen Ortsteil von Schlangen im Südsüdwesten führt. Vom an dieser Straße in Johannaberg stehenden Landhaus Hirschsprung führen vorbei am Forsthaus Hirschsprung südostwärts – zunächst asphaltiert – Forst- und Wanderwege zur nach etwa anderthalb Kilometer erreichten Kuppe der Ruine.
Seit 2004 war der freie Zugang zum Gelände aufgrund der archäologischen Untersuchungen und der umfangreichen Sanierung und Rekonstruierung untersagt. Der Unterstützungsverein bietet Gruppenführungen an.
Seit Juli 2018 ist der Zugang zum Gelände wieder frei.

## Sehenswürdigkeiten
Nahe der Ruine Falkenburg befinden sich folgende Sehenswürdigkeiten und geografischen Ziele:
- Adlerwarte Berlebeck im Detmolder Stadtteil Berlebeck
- Barnacken (446,4 m), höchster Berg im Teutoburger Wald in den Gemarkungen von Horn-Bad Meinberg und Schlangen
- Externsteine, markante Sandstein-Felsformation bei Holzhausen-Externsteine
- Fürstenallee, historischer Abschnitt der heutigen Landesstraße 937, südlich der Gauseköte
- Hermannsdenkmal, 1838 bis 1875 erbautes Denkmal bei Detmold-Hiddesen
- Velmerstot (ca. 464 m), höchster Berg im nahen Eggegebirge in den Gemarkungen von Horn-Bad Meinberg und Steinheim
- Vogelpark Heiligenkirchen im Detmolder Stadtteil Heiligenkirchen